# Episodi di Dallas (serie televisiva 2012) (prima stagione)

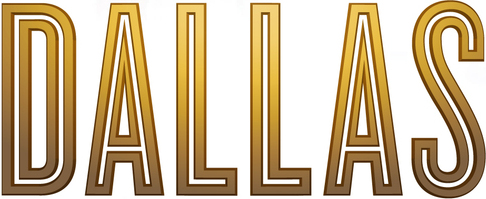
Logo di Dallas

La prima stagione della serie televisiva Dallas è stata trasmessa in prima visione negli Stati Uniti d'America dall'emittente via cavo TNT dal 13 giugno all'8 agosto 2012.
In Italia la serie ha debuttato il 16 ottobre 2012 su Canale 5; dopo i primi quattro episodi la trasmissione è stata spostata, per bassi ascolti, su La5, sempre al martedì sera, fino al 13 novembre. La stagione viene trasmessa in prima tv pay su mya dal 20 settembre al 22 novembre 2013.
Gli antagonisti principali della serie sono: Vicente Cano e Tommy Sutter.
| nº | Titolo originale       | Titolo italiano         | Prima TV USA   | Prima TV Italia  |
| -- | ---------------------- | ----------------------- | -------------- | ---------------- |
| 1  | Changing of the Guard  | Il cambio della guardia | 13 giugno 2012 | 16 ottobre 2012  |
| 2  | Hedging Your Bets      | I piedi in due staffe   | 13 giugno 2012 | 16 ottobre 2012  |
| 3  | The Price You Pay      | Il prezzo da pagare     | 20 giugno 2012 | 23 ottobre 2012  |
| 4  | The Last Hurrah        | L'ultima festa          | 27 giugno 2012 | 23 ottobre 2012  |
| 5  | Truth and Consequences | Verità e conseguenze    | 4 luglio 2012  | 30 ottobre 2012  |
| 6  | The Enemy of My Enemy  | Nemico del mio nemico   | 11 luglio 2012 | 30 ottobre 2012  |
| 7  | Collateral Damage      | Danni collaterali       | 18 luglio 2012 | 6 novembre 2012  |
| 8  | No Good Deed           | Nessuna buona azione    | 25 luglio 2012 | 6 novembre 2012  |
| 9  | Family Business        | Affari di famiglia      | 1º agosto 2012 | 13 novembre 2012 |
| 10 | Revelations            | Rivelazioni             | 8 agosto 2012  | 13 novembre 2012 |

## Il cambio della guardia
- Titolo originale: Changing of the Guard
- Diretto da: Michael M. Robin
- Scritto da: Cyntia Cidre

### Trama
Mentre John Ross Ewing III e la sua ragazza Elena Ramos trivellano a Southfork Ranch, di nascosto da Bobby, scoprono una riserva di petrolio da due miliardi di barili che potrebbe renderli tutti immensamente ricchi. Bobby Ewing scopre di avere un tumore gastro-intestinale, ma decide di non comunicarlo al resto della famiglia: suo figlio Christopher, infatti, si sposa tra due giorni, e non vuole che la brutta notizia rovini quel momento. Poco dopo si reca a trovare J.R., che si trova in uno stato di catalessi; anche se suo fratello non può o non vuole rispondergli, Bobby gli confida l'affetto che da sempre prova per lui, e i suoi timori che Christopher e John Ross finiscano con il farsi la guerra esattamente come loro due in passato, ma promette che farà di tutto per impedirlo. A questo scopo, e anche perché è convinto che presto la sua malattia non gli permetterà più di occuparsene, decide di vendere Southfork, in modo da evitare che diventi ancora una volta oggetto di contesa in famiglia. Quando annuncia le sue intenzioni, durante una cena per il suo compleanno, John Ross gli rivela di aver trovato il petriolio, sperando di convincere lo zio a cambiare idea, ma Bobby si infuria perché ha trivellato senza il suo permesso, e gli proibisce di continuare. Anche Christopher reagisce e tra i due cugini scoppia un violento litigio quando John Ross lo insulta dicendo che non sarà mai un vero Ewing. John Ross tenta allora di far valere i propri diritti su Southfork impugnando il testamento di Miss Ellie, che lascia tutto a Bobby, sulla base della sua semi infermità mentale, ma viene bloccato dall'intervento dei giudici in favore di suo zio. Si reca allora da suo padre, gli racconta ogni cosa, e J.R reagisce improvvisamente, decidendo di aiutare il figlio. 
Nel frattempo Christopher viene a sapere che in Cina l'estrazione del metano sta provocando dei terremoti; turbato, deve interrompere il suo lavoro finché non avrà trovato una soluzione. Il giorno del matrimonio Bobby conosce Marta Del Sol, proprietaria della Del Sol Conservancy, interessata ad acquistare il ranch. Ma John Ross, che ha scoperto i problemi che Christopher sta avendo nel suo lavoro, ricatta il cugino: dovrà convincere Bobby a non vendere il ranch, o John Ross renderà pubbliche le sue scoperte. Christopher confessa a suo padre i suoi problemi con l'estrazione del metano, battendo John Ross sul tempo, e Bobby decide di proseguire le trattative con Marta Del Sol. Nel frattempo Christopher ha un confronto con Elena, che gli rinfaccia di averla lasciata attraverso un'e-mail nella quale le scriveva di non poter stare con lei perché appartenevano a due mondi diversi; ma Christopher non sa nulla dell'e-mail e sostiene di non averla mai spedita. Sospetta allora che sia stato il cugino a mandarla, per separarli e prendersi Elena, della quale è innamorato da sempre.
Nel frattempo John Ross torna da suo padre e scopre che Marta Del Sol sta lavorando per lui.
A fine puntata, John Ross incontra una donna in uno stadio: è Marta, con la quale egli ha stretto un accordo per impossessarsi di Southfork alle spalle di J.R.

## I piedi in due staffe
- Titolo originale: Hedging Your Bets
- Diretto da: Michael M. Robin
- Scritto da: Cyntia Cidre

### Trama
JR vorrebbe parlare personalmente con il padre di Marta per concludere l'affare e vuole il contratto di
vendita di Southfork firmato da Bobby per mezzo del suo avvocato, Mitch Lobel, che John Ross ha corrotto perché stia dalla loro parte. Nel frattempo scopre che John Ross e Marta hanno una relazione. Rebecca e Christopher decidono di rimandare la luna di miele finché la faccenda di Southfork non sarà conclusa. Bobby sta sempre peggio e Anne gli rivela che sa del tumore. Bobby decide di operarsi, ma continua a non volerne parlare con Christopher. Elena accusa John Ross di averle spedito l'e-mail che ha causato la rottura con Christopher; lui sostiene di non averlo fatto, ma è ferito dal fatto che Elena abbia iniziato a frequentarlo solo perché Christopher l'aveva lasciata e se ne va, furibondo. Christopher comunica a Bobby di non essere d'accordo con la vendita di Southfork per finanziare il suo progetto, ma Bobby è ormai deciso a vendere. Nel frattempo Mitch Lobel informa John Ross di ogni mossa di suo zio, ma in cambio del suo silenzio pretende due milioni di dollari, oppure dirà a Bobby del loro piano, e dirà a JR che suo figlio sta cercando di ingannarlo. Elena trova una grande riserva di petrolio sotto un vecchio ranch, ma la banca non le concede il prestito per comprare la concessione. Allora chiede aiuto a Sue Ellen che è nel consiglio della banca, e la donna decide di prestarle i soldi. Ad una festa di beneficenza organizzata da Sue Ellen, tutta la famiglia si riunisce e JR finge di riconciliarsi con Bobby e di approvare la vendita del ranch. Elena e John Ross hanno confronto: la ragazza resta convinta che sia stato lui ad aver spedito l'e-mail ed entrambi decidono di prendersi
una pausa dalla loro relazione, anche se restano soci in affari. John Ross chiede a Marta i soldi per pagare Lobel e non distruggere il loro piano: lei accetta e gli consegna il denaro, ma poi lo droga e mentre hanno un rapporto sessuale lo riprende con una telecamera. Christopher chiede ad Elena di poter usare la sua tesi di laurea per cercare di risolvere i suoi problemi con l'estrazione del metano e lei accetta di lavorare insieme. Nel frattempo si scopre che Rebecca e suo fratello Tommy, che è stato assunto a Southfork, stanno ingannado Christopher e la famiglia Ewing. John Ross si rivolge a un investigatore privato affinché trovi qualche segreto su Lobell per incastrarlo, e per scoprire chi ha mandato l'e-mail ad Elena. JR, stanco di aspettare che il padre di Marta si faccia vivo, si reca da lui: scopre così che Del Sol non sa nulla dell'affare di Southfork e che la donna che dice di essere Marta sta mentendo.

## Il prezzo da pagare
- Titolo originale: The Price You Pay
- Diretto da: Michael M. Robin
- Scritto da: Bruce Rasmussen

### Trama
John Ross vuole impressionare suo padre. J.R. decide di tornare a Southfork. Cliff Barnes torna e cerca di connettersi con il nipote. Rebecca ha problemi col tradimento di Christopher. Christopher ed Elena si baciano e dopo Christopher scopre che Bobby ha il cancro. Bobby e Ann hanno nuove notizie sul cancro. Alla fine, John Ross scopre che Rebecca ha inviato l'e-mail a Elena che ha distrutto la relazione di Elena con Christopher.

## L'ultima festa
- Titolo originale: The Last Hurrah
- Diretto da: Mark Roskin
- Scritto da: Taylor Hamra

### Trama
Bobby e Ann pianificano un ultimo barbecue Southfork, prima di trasferirsi. John Ross ricatta Rebecca e le dà un compito difficile per lei. Christopher si apre a Bobby riguardo alla difficoltà della scelta tra Elena e Rebecca. JR prevede di tagliare John Ross fuori del loro accordo, mentre Sue Ellen si incontra con Cliff Barnes, con grande disapprovazione di JR.

## Verità e conseguenze
- Titolo originale: Truth and Consequences
- Diretto da: Randy Zisks
- Scritto da: Robert Rovner

### Trama
Rebecca dice a Christopher che Tommy ha inviato l'e-mail a Elena. Christopher non vuole vedere Rebecca, lei cerca di fare prima la pace con Ann. Elena e John Ross si parlano e lui le giura che non aveva nulla a che fare con l'atto. Bobby e Ann stanno cercando di annullare l'atto che prova che JR era parte di esso. J.R. lascia la città e lascia solo il figlio. Christopher utilizza un 'sex tape' per ricattare John Ross, in modo da non fargli ottenere Southfork.

## Nemico del mio nemico
- Titolo originale: The Enemy of My Enemy
- Diretto da: Jesse Bochco
- Scritto da: Gail Gilchriest

### Trama
Bobby e Christopher trovano un modo per fermare l'estrazione di petrolio a Southfork, grazie a Rebecca. Ann riceve un regalo straziante dal suo ex, che fa arrabbiare Bobby. J.R. partecipa a una partita di poker con Cliff Barnes. John Ross chiede aiuto a Sue Ellen. John Ross riceve una sorpresa da Veronica, che lo fa temere per la sicurezza di Elena. Rebecca scopre un po' delle notizie che le cambiano la vita.

## Danni collaterali
- Titolo originale: Collateral Damage
- Diretto da: Steve Robin
- Scritto da: Aaron Allen

### Trama
Bobby viene arrestato per aver aggredito Harris Ryland, a quale chiede più tardi le scuse. Christopher richiede un test di paternità quando Elena gli dice che Rebecca è incinta. Ann nasconde un segreto a Bobby. Sue Ellen dice ad Elena di scegliere un uomo. J.R scopre notizie sul driver di Cliff, Frank. Dopo Veronica diventa una minaccia crescente, John Ross la vende fuori con Vicente, che causa la sua morte. Successivamente viene arrestato per il suo omicidio.

## Nessuna buona azione
- Titolo originale: No Good Deed
- Diretto da: Micheal Katleman
- Scritto da: Julia Cohen

### Trama
Christopher controlla Rebecca. John Ross viene picchiato dagli uomini di Vicente in carcere e viene portato in ospedale. Per aiutare John Ross, Sue Ellen complotta il medico legale. J.R. visita John Ross mentre dorme. Christopher fa un patto con Vicente con il suo progetto. Torna Tommy, che ricatta Rebecca.

## Affari di famiglia
- Titolo originale: Family Business
- Diretto da: Steve Robin
- Scritto da: Bruce Rasmussen

### Trama
JR torna a Southfork dopo che John Ross è stato rilasciato. Bobby è impossibilitato da un aneurisma cerebrale. La campagna di Sue Ellen per il governatore del Texas si trova in serio pericolo quando Harris Ryland scopre che ha corrotto il medico legale per aiutare John Ross. Frank Ashkani si rivela essere l'uomo che si nasconde dietro i piani di Tommy e che vuole rubare la tecnologia di Christopher. Christopher e John Ross hanno apparentemente deciso di seppellire l'ascia di guerra e di entrare in affari insieme, formando una nuova Ewing Energie con Bobby ed Elena come loro partner. Lou ha informazioni sulla fine di Marta. Rebecca e Tommy hanno un confronto e lei lo uccide.

## Rivelazioni
- Titolo originale: Revelations
- Diretto da: Michael M. Robin
- Scritto da: Cyntia Cidre

### Trama
Bobby viene dimesso dall'ospedale dopo un incontro ravvicinato e trame con Christopher, JR e John Ross vogliono fermare Vicente. Nel frattempo John Ross propone a Elena di sposarlo. Rebecca si fa aiutare per lo smaltimento del corpo di Tommy; dopo aver ucciso lui, vuole ricominciare daccapo con Christopher. Ann si presenta con un piano per fermare Harris Ryland e ricattare Sue Ellen. Elena e Christopher rompono il patto con John Ross e Rebecca, dopo aver scoperto che entrambi mentito. Alla fine, Christopher e Elena si alleano. Rebecca si rivela essere la figlia di Cliff Barnes che sta lavorando con lui per distruggere gli Ewings. John Ross trama con JR per distruggere Christopher e Elena.